# Cantonul Olmeto
Cantonul Olmeto este un canton din arondismentul Sartène, departamentul Corse-du-Sud, regiunea Corsica, Franța.

## Comune
| Comune                 | Populație (1999) | Cod poștal | Cod INSEE |
| ---------------------- | ---------------- | ---------- | --------- |
| Arbellara              | 143              | 20110      | 2A018     |
| Fozzano                | 197              | 20143      | 2A118     |
| Olmeto                 | 1.213            | 20113      | 2A189     |
| Propriano              | 3.622            | 20110      | 2A249     |
| Santa-Maria-Figaniella | 80               | 20143      | 2A310     |
| Viggianello            | 685              | 20110      | 2A349     |